# Röthelmoosalm
Die Röthelmoosalm ist eine Alm im Urschlauer Forst in der Gemeinde Ruhpolding.

## Geographie
Die Röthelmoosalm, oft auch nur als Röthelmoos bezeichnet, ist eine knapp 10 Quadratkilometer große Almhochfläche in den Chiemgauer Alpen nördlich des Weitsees. Sie liegt etwa 9 Kilometer südwestlich des Ortskerns von Ruhpolding auf einer Höhe von zirka 880 m ü. NN bis 940 m ü. NN. Die Röthelmoosalm kann ausschließlich zu Fuß oder mit Fahrrad/Mountainbike erreicht werden. Wege führen vom Weitsee durchs  Große Wappachtal, von Oberwössen über die Feldlahnalm und vom Ruhpoldinger Ortsteil Urschlau entlang der Urschlauer Achen und dem Röthelmoosbach zur Alm. Die Alm ist eingerahmt vom Gründberg (1225 m) im Norden, dem Sulzgrabenkopf (1521 m) im Osten, der Hörndlwand (1684 m) und dem Gurnwandkopf (1691 m) im Südosten, der Hochscharten (1474 m) im Südwesten, der Rachelspitz (1415 m) im Westen und dem Rehwaldkopf (1395 m) im Nordwesten.
Die Röthelmoosalm gliedert sich in die vordere Röthelmoosalm (auch Vorderröthelmoosalm) im Westen und in die hintere Röthelmoosalm (auch: Hinterröthelmoosalm) im Osten. Die Langerbaueralm bildet die vordere, die Dandlalm die hintere Röthelmoosalm.

## Geologie

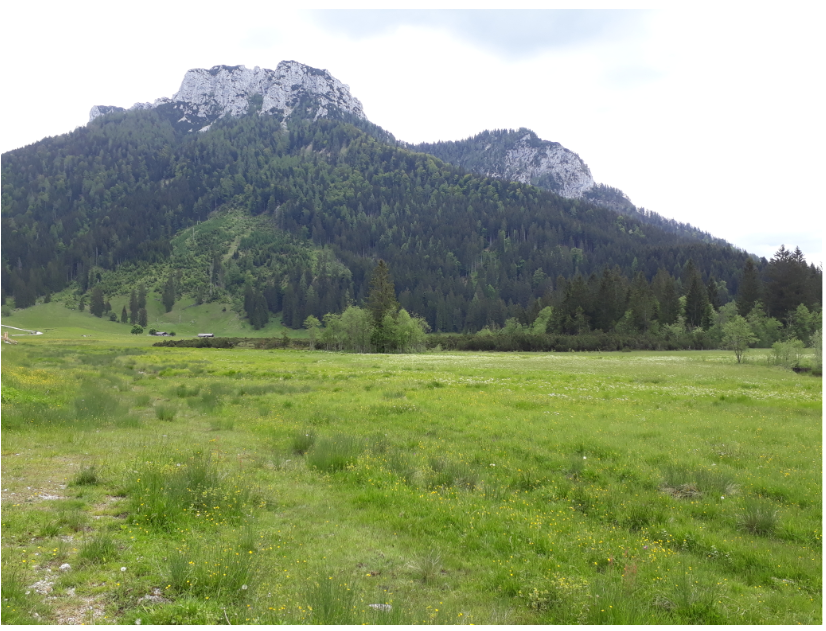
Blick nach Südost zum Gurnwandkopf (1691 m). Zu Füßen der Wettersteinkalkwände verläuft die Überschiebung des Tirolikums über das Bajuvarikum. Links außen ist die Steilwand der Hörndlwand zu erkennen.

Geologisch gehört die Röthelmoosalm noch zur Lechtal-Decke des Bajuvarikums. In etwa mittig wird sie von der Oberwössener Mulde in Ost-West-Richtung gequert. Dieser Muldenkern enthält Gesteine des Juras und der Unterkreide. Der Mulden-Nordflügel wird von der Südflanke des Achberg-Jochbergsattels gebildet, die vorwiegend aus triassischem Hauptdolomit, Plattenkalk und auflagerndem Oberrhätkalk aufgebaut wird. Auf der Mulden-Südseite verkomplizieren sich dann die strukturellen Verhältnisse, bedingt durch die herannahende, steil stehende Überfahrung der Staufen-Höllengebirgs-Decke des Tirolikums (so hat die Einengung im Vorfeld der Deckenstirn zwei sehr stark eingequetschte Muldenzüge entstehen lassen, welche intern aufgeschoben und sogar rücküberschoben sind). Die Überfahrung der unterlagernden Lechtal-Decke erfolgt hier durch die Ostnordost-streichende Hochscharten-Hörndlwandschuppe. Sie manifestiert sich in Steilabbrüchen aus Wettersteinkalk an der Hörndlwand, dem Gurnwandkopf und der Hochscharten im Südwesten. Das Moos selbst ist eine holozäne Erscheinung, die auf den von den beiden letzten Eiszeiten des Pleistozäns vorgenommenen Ausräumarbeiten sowie auf den im Muldenkern anstehenden wasserstauenden, fossilführenden Mergeln der Schrambach-Formation beruht.

## Naturschutz
Das Gebiet der Röthelmoosalm ist als Röthelmoos ein eingetragenes Geotop. Es liegt in dem deutlich größeren Naturschutz-, Vogelschutz- und FFH-Gebiet Östliche Chiemgauer Alpen.
Das Röthelmoos mit seinen uhrglasartig aufgewölbten Hochmoorflächen und seiner spezifischen Flora und Fauna ist von herausragender ökologischer Bedeutung. Das Moor durchziehen mehrere kleine Bachläufe, die sich im mäandrierenden und nach Norden abfließenden Röthelmoosbach sammeln. Das knapp 0,2 Quadratkilometer große Moor wird im Westen, Norden und Osten von Weideflächen umgeben und sollte als sensibles Ökotop nicht betreten werden.

## Sonstiges
Die Almfläche wird noch landwirtschaftlich genutzt, Dandl- und Langerbaueralm sind bewirtet.
Am nördlichen Ende der Almfläche befindet sich die Röthelmoosklause. Die Klause wird vom Röthelmoosbach und vom Gschwendbach gespeist. Der Röthelmoosbach entspringt im Süden zwischen Hochscharten und Gurnwandkopf und durchfließt die Almfläche. Der Gschwendbach kommt von den Hängen der Rachelspitz und der Hochscharten herunter. An der Klause wurde das Wasser der beiden Bäche dann aufgestaut, um damit Holz ins Tal zu triften, das in der Saline in Traunstein als Bau- und vor allem als Brennholz benötigt wurde.